# Sepsis dilata
Sepsis dilata är en tvåvingeart som beskrevs av Enrico Adelelmo Brunetti 1910. Sepsis dilata ingår i släktet Sepsis och familjen svängflugor. Inga underarter finns listade i Catalogue of Life.